# Savigny-sur-Clairis
Savigny-sur-Clairis é uma comuna francesa na região administrativa de Borgonha-Franco-Condado, no departamento de Yonne. Estende-se por uma área de 16,86 km². Em 2010 a comuna tinha 463 habitantes (densidade: 27,5 hab./km²).